# Brink (Deventer)
De Brink is het monumentale en centrale plein in de oude binnenstad van Deventer.

## Geschiedenis
De Brink ligt tussen het oudste stadsdeel van Deventer en het later tot ontwikkeling gekomen Bergkwartier. Na de aanleg van de nieuwe stadsmuur rond 1350, verplaatste een belangrijk deel van de scheepvaart zich van de IJsselkade naar de haven in de monding van de Schipbeek. Zo werd de Brink, gelegen bij rivierkade en haven, een belangrijk centrum voor de handel. Daarmee vormde het een tegenhanger van het Grote Kerkhof, waar zich de kerk en het stadsbestuur bevonden. Kooplieden van heinde en verre kwamen op de Brink bij elkaar om te handelen op de vijf grote meerdaagse jaarmarkten van Deventer. In 1392 werd het plein bestraat met keistenen. In dat jaar kwam de Brink ook onder het gezag van een zogenoemde Brinkgraaf te staan. In 1528 werd bij deze plaats van handel, op de plek van een ouder, kleiner waaggebouw, een nieuwe Waag gebouwd. 
Met de opkomst van de auto werd het plein steeds meer als parkeerplaats gebruikt, totdat in 1993 de Brink een nieuwe inrichting kreeg en de auto vrijwel volledig van het plein werd geweerd.

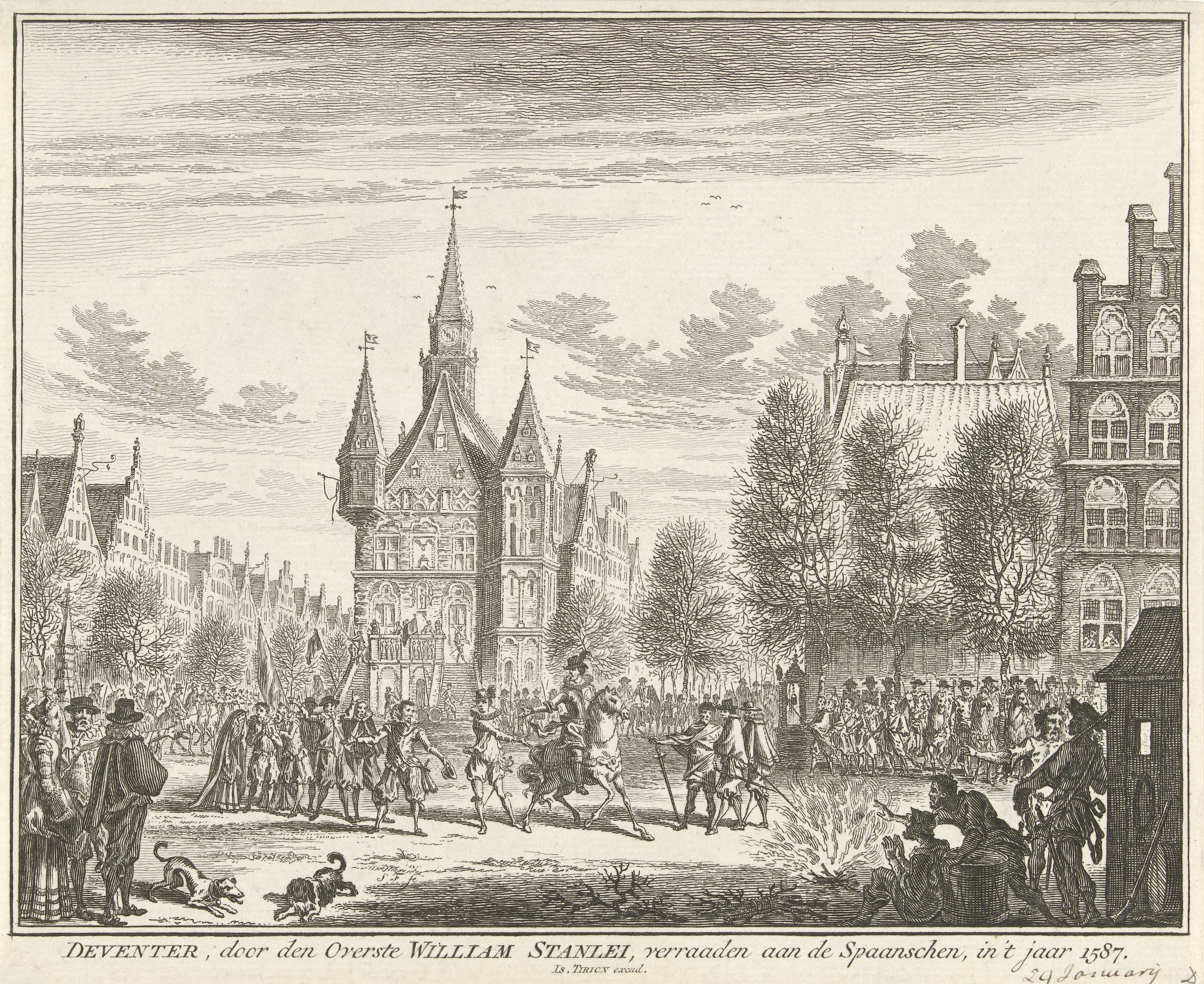
De Brink met Waag in 1578, Deventer door verraad van William Stanley in Spaanse handen, prent 18e eeuw door Simon Fokke
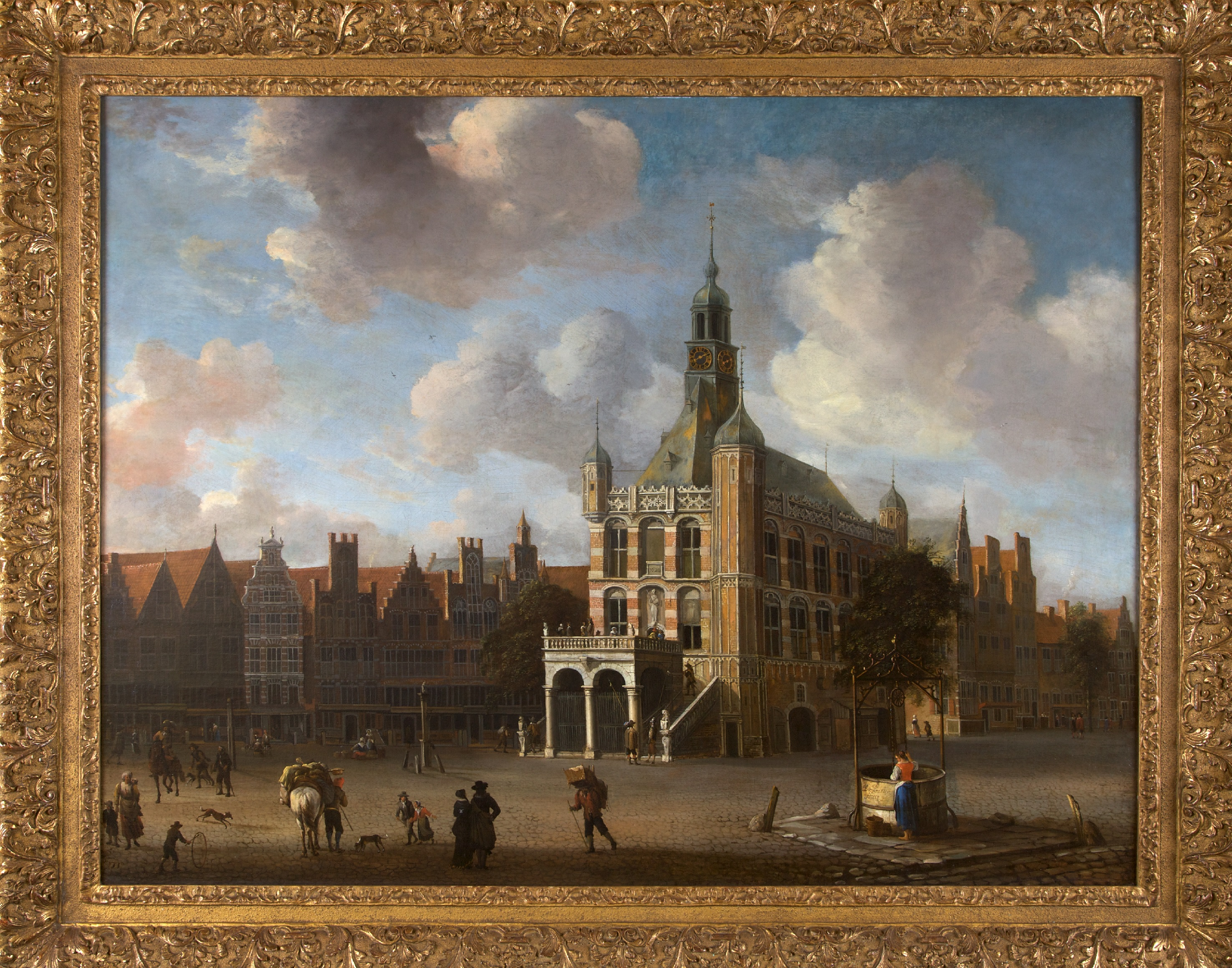
De Brink met Waag in 1665 door Abraham Beerstraaten
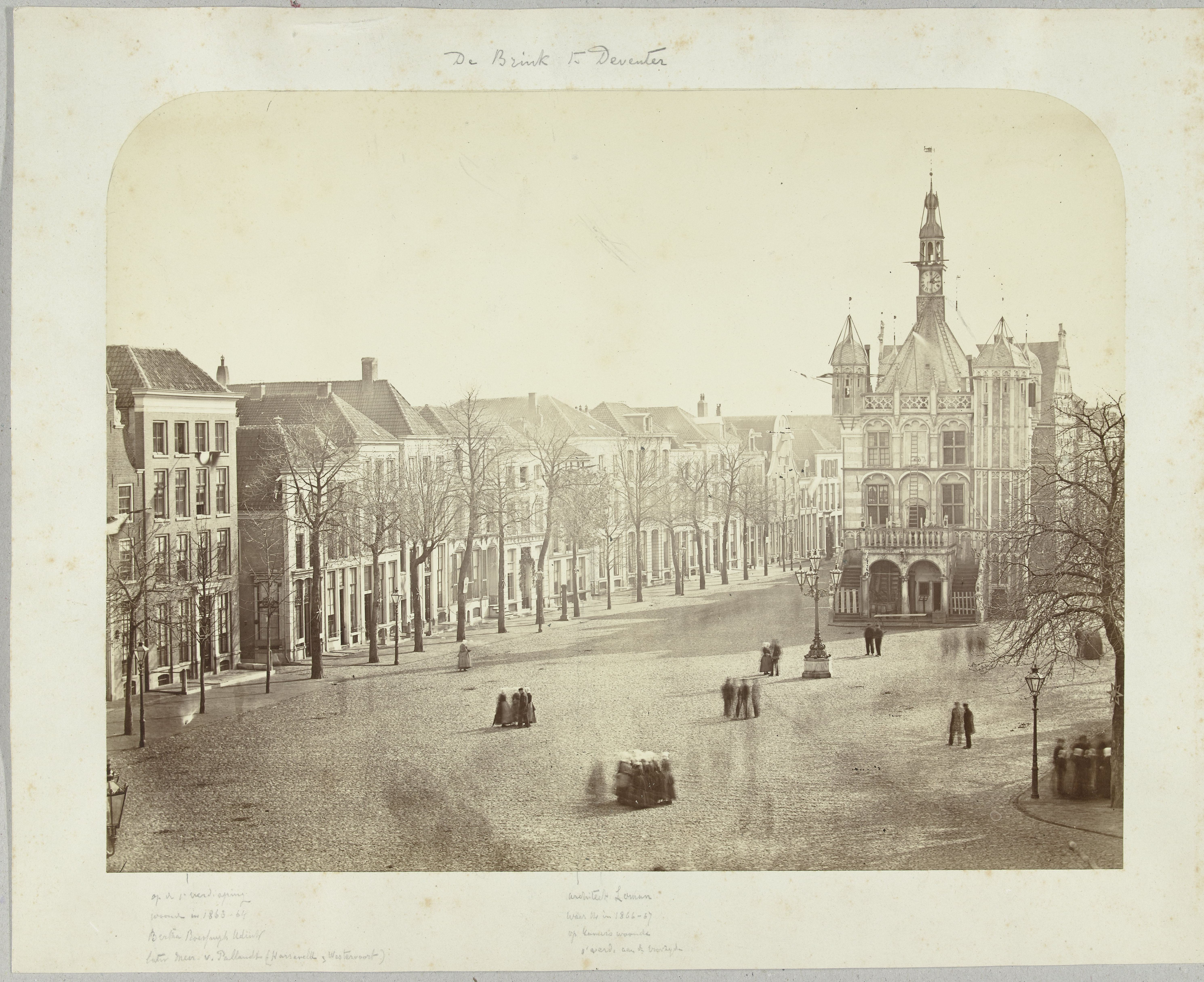
De Brink met Waag in 1873
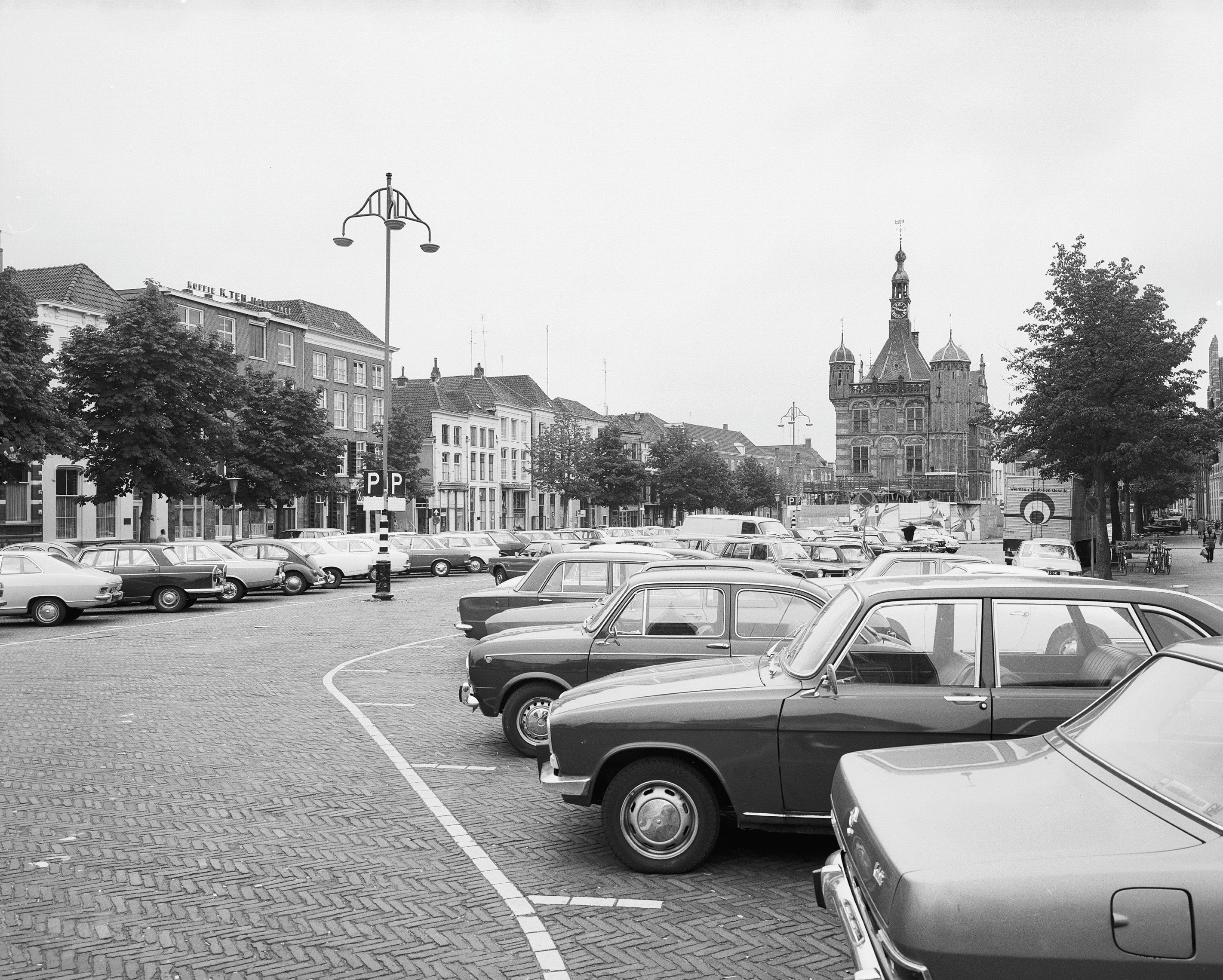
De Brink met Waag in 1972

## Bebouwing en inrichting
Sinds de herinrichting in 1993 is het plein onderverdeeld in drie gebieden: 1.) het grootste, zuidelijke gedeelte (inclusief de Penninckshoek, zie verderop) waar grote festiviteiten plaatsvinden, 2.) het door kastanjebomen omringde centrale gebied en 3.) de noordelijkste ruimte die aansluit op de Korte Bisschopstraat, de Keizerstraat en de Walstraat.

### Gebouwen
De historie van Deventer is goed zichtbaar in de pleinwanden, doordat er zich gebouwen uit vrijwel alle eeuwen van haar geschiedenis bevinden. Een groot aantal van de panden is opgenomen als rijksmonument. Prominent op de zuidzijde van het plein bevindt zich de laatgotische Waag uit 1528, waarin het Historisch Museum Deventer is gehuisvest. De eveneens laatgotische panden met steunberen in de Boterstraat, De Olde Munte/Vogelsang (1495) en Kronenburg (ca. 1500), bieden onderdak aan het in 1932 opgerichte Speelgoedmuseum met een nieuwere gevel aan de Brink. Deze bevindt zich net als De Drie Haringen (1575) in het bouwblok achter het waaggebouw. In de oostelijke pleinwand is het voormalige woonhuis van Rutger Jan Schimmelpenninck gelegen. Ten noorden hiervan bevindt zich de in Amsterdamse School gebouwde voormalige Luxor-bioscoop (1918). Nog noordelijker, in het centrale gebied, bevindt zich in een hoek het voormalige Kantongerecht Deventer (17e-19e eeuw). 
Aan de westzijde bevindt zich noordelijk het gebouw van Magazijn de Zon in art-nouveaustijl van F.M.J. Caron (1905, later V&D). Even ten zuiden hiervan bevindt zich een inham, die Penninckshoek wordt genoemd. Hier bevindt zich een voormalige poortwoning en latere schuilkerk uit 1583, het Penninckhuis. Hierin is sinds 2016 de VVV gevestigd. In het hoekpand aan de Penninckshoek bevindt zich sinds 1958 het Deventer koek-winkeltje van de veel oudere bakkerij Jb Bussink. Verder wordt de Brink omringd door horecagelegenheden met terrassen. Verder richting de zuidzijde, op de hoek met de Kleine Overstraat, bevond zich tot 1645 het Heilige Geest Gasthuis, waartoe de gereconstrueerde gevel in baksteengotiek/Hanzegotiek van Brink 69 uit de 16e eeuw behoorde. 

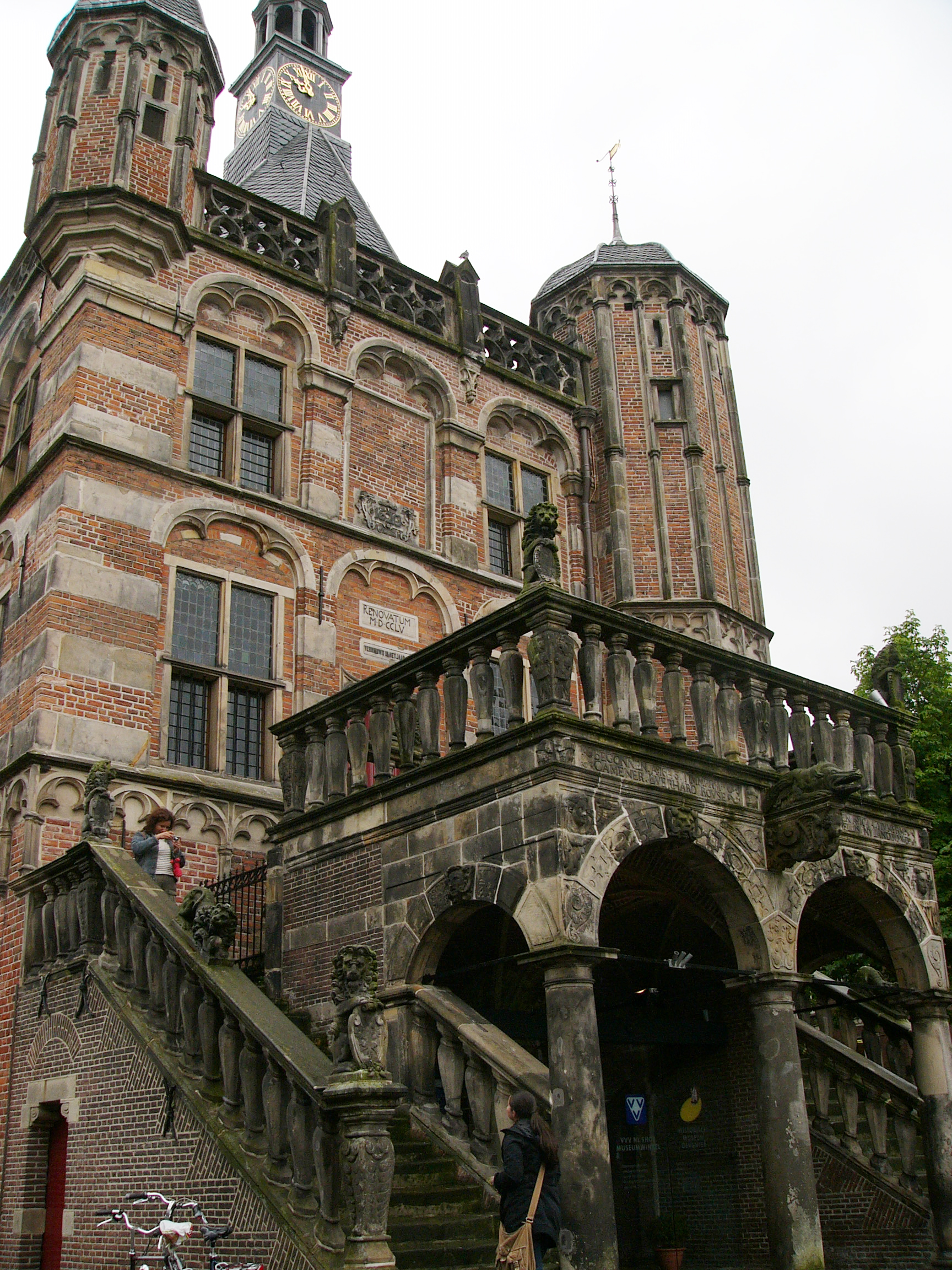
De Waag
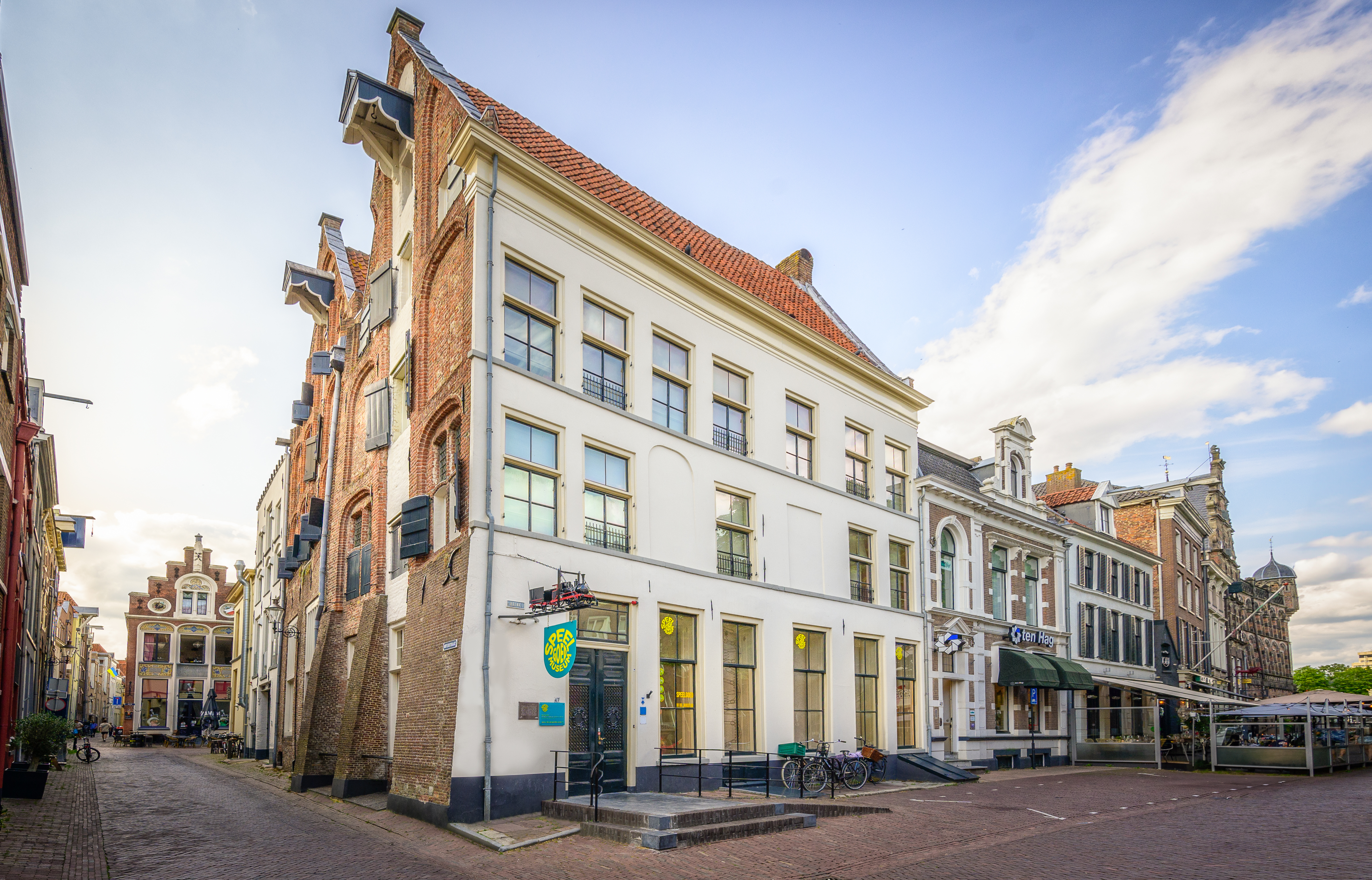
De Olde Munte/Vogelsang en Kronenburg op de hoek met de Boterstraat (Speelgoedmuseum)
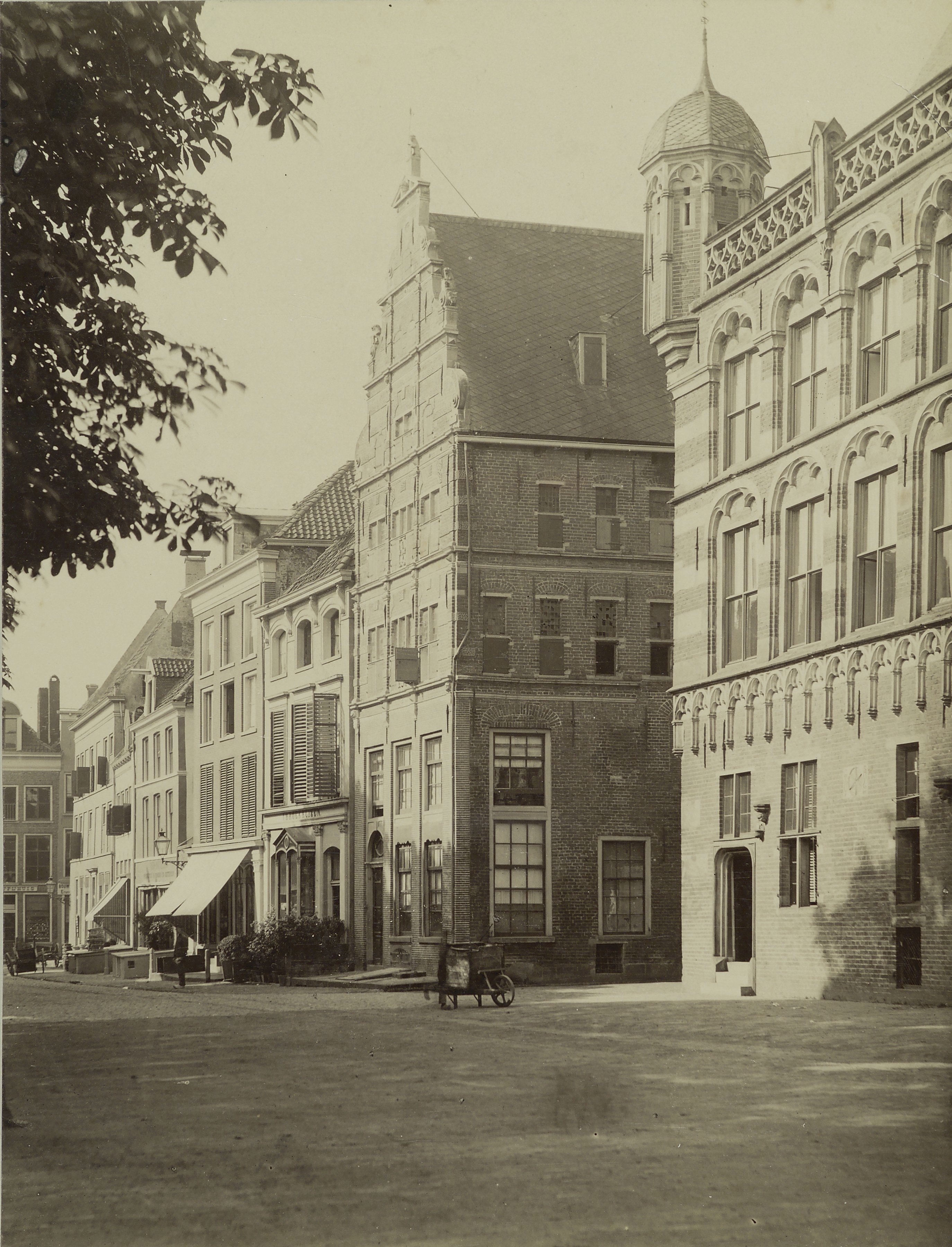
De Drie Haringen
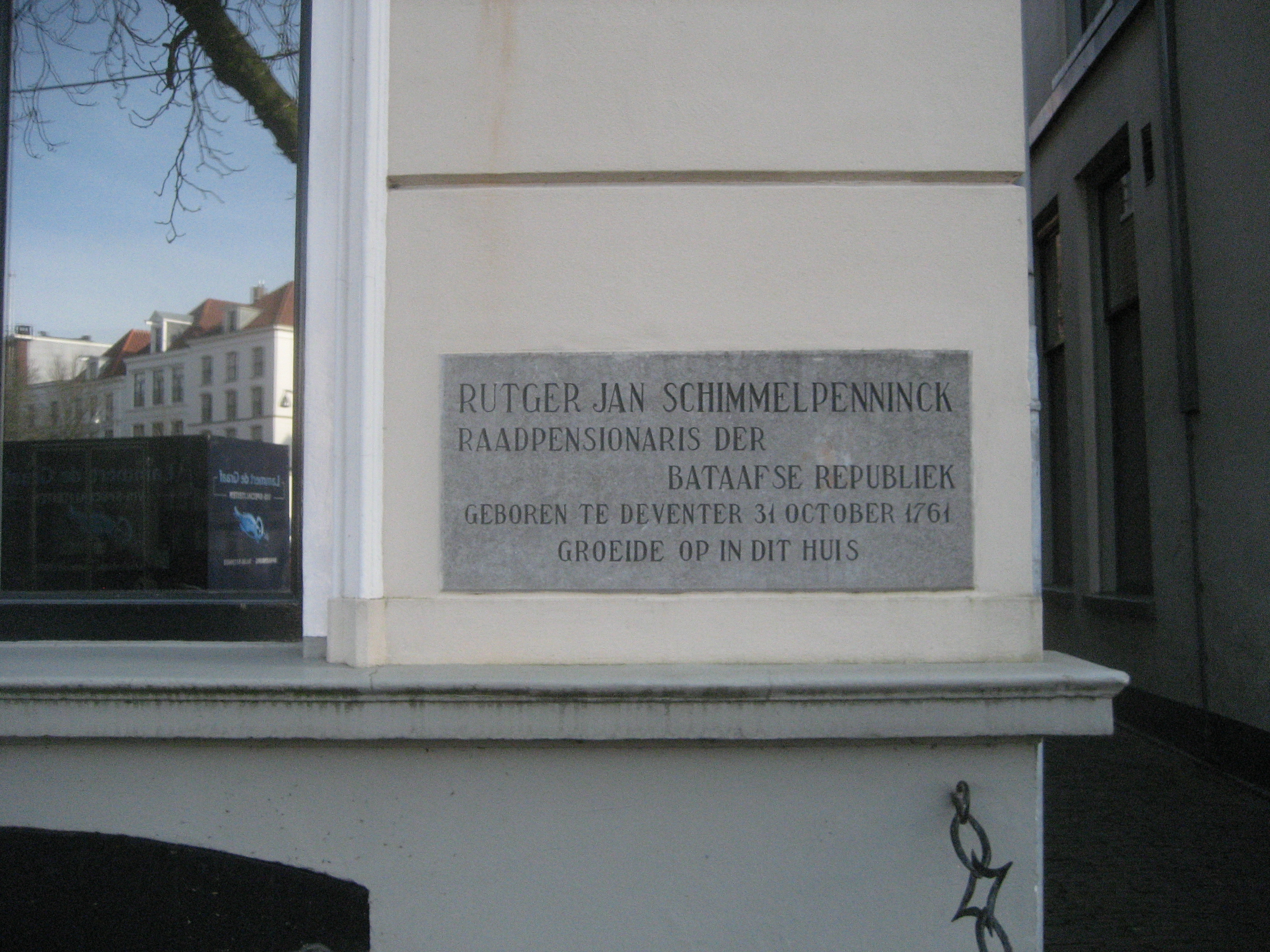
Plaquette op het geboortehuis van Rutger Jan Schimmelpenninck, Brink 23
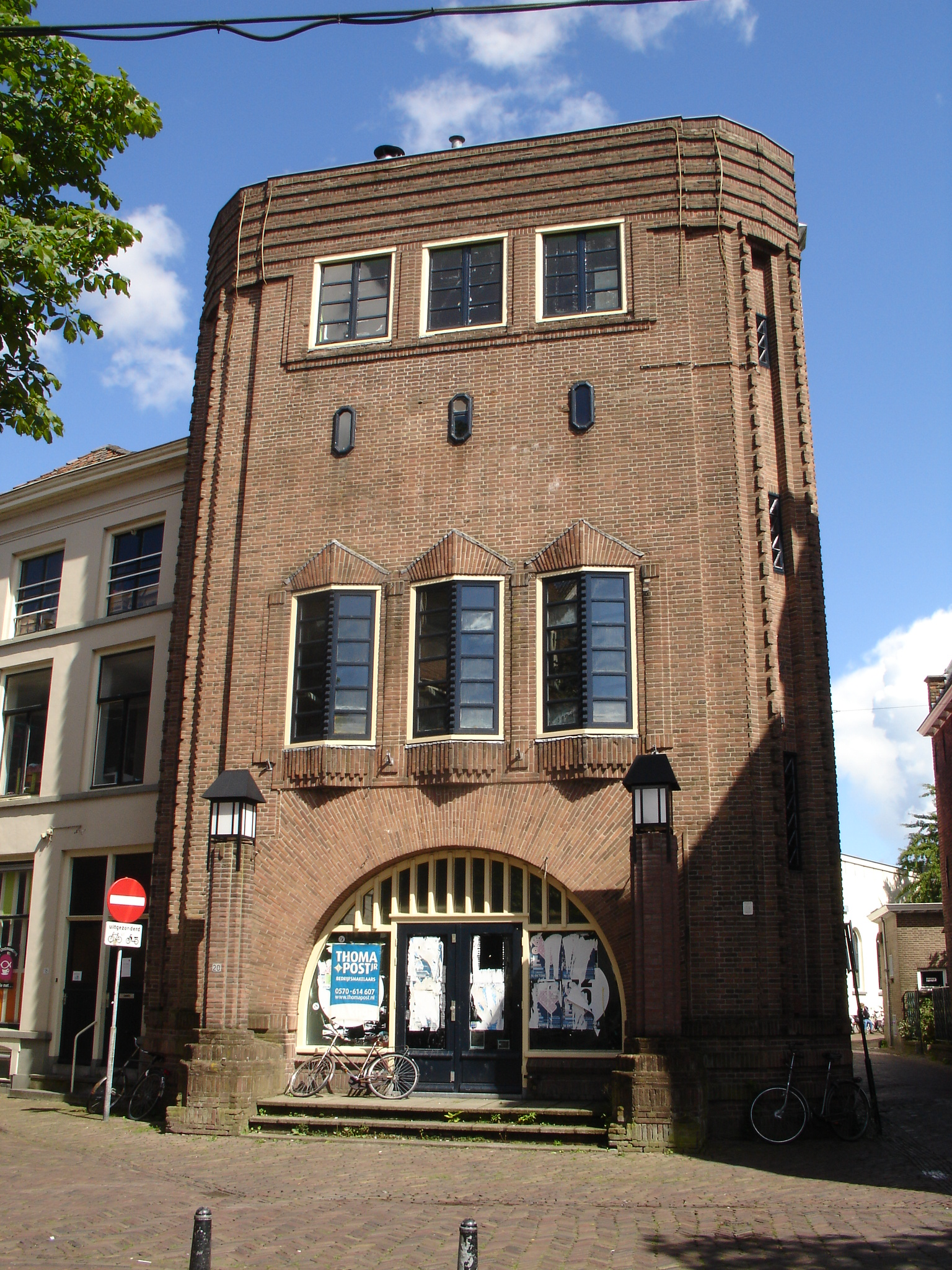
Het voormalig Luxor-theater
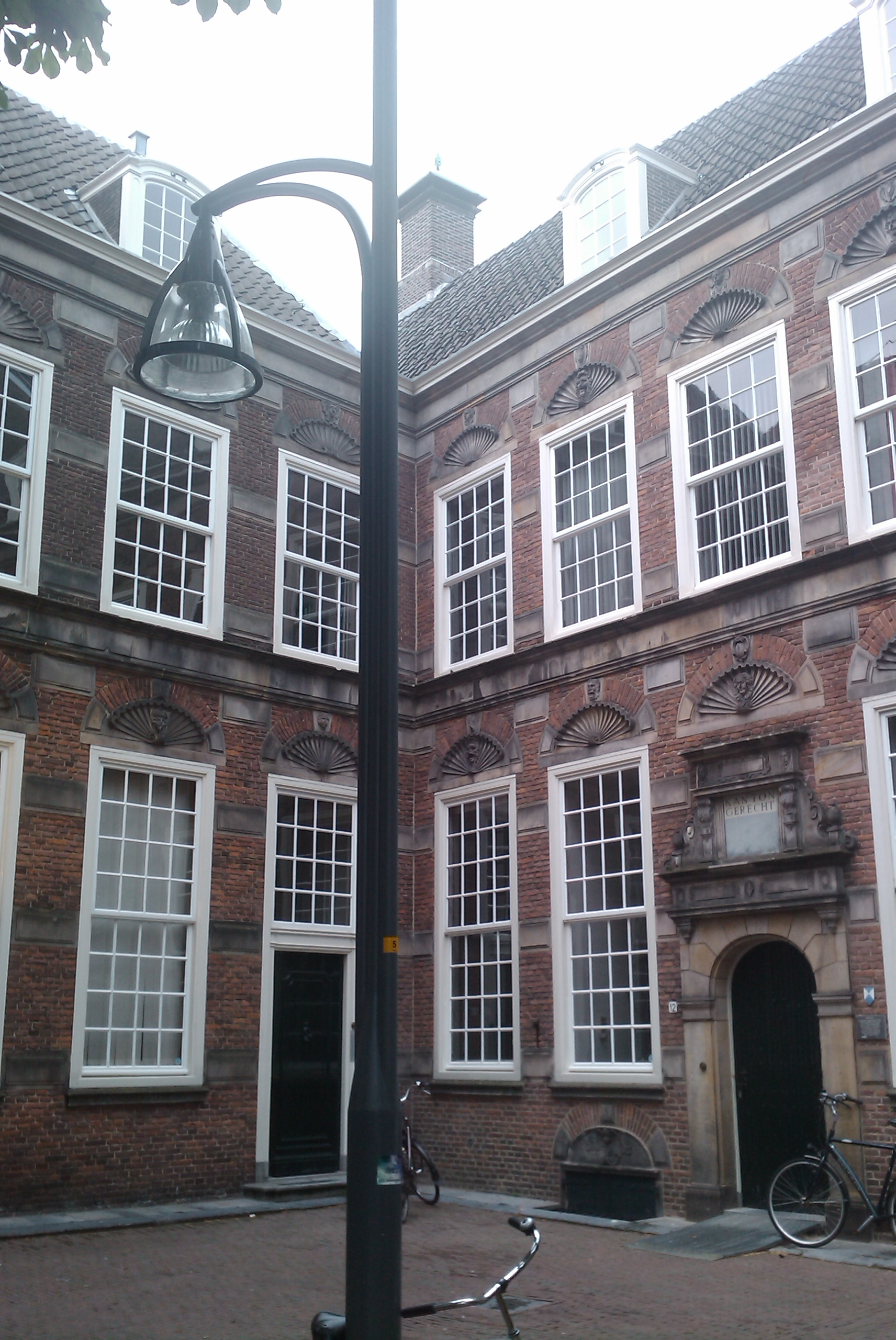
Het voormalig kantongerechtgebouw
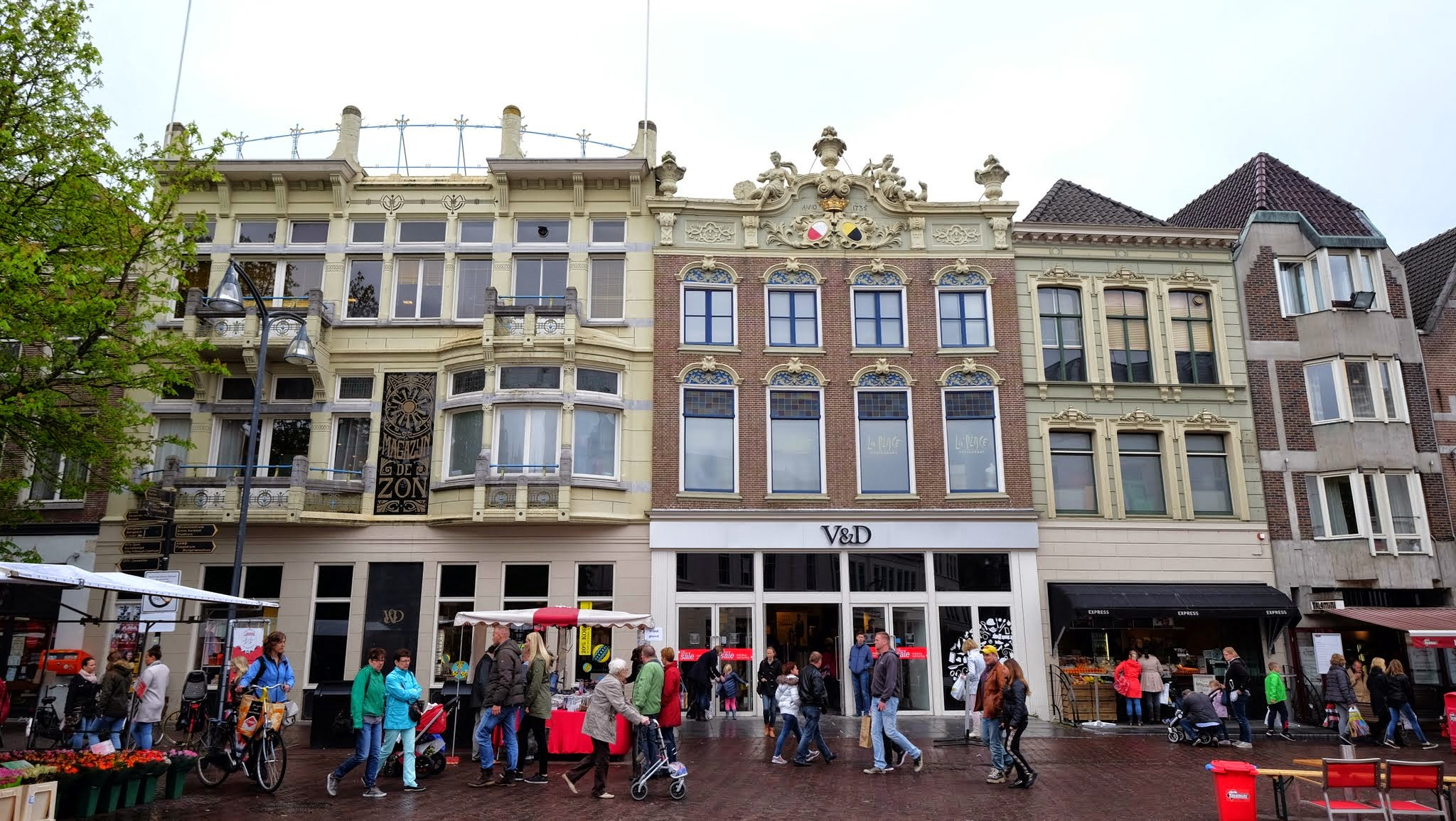
Gevelwand met links Magazijn de Zon
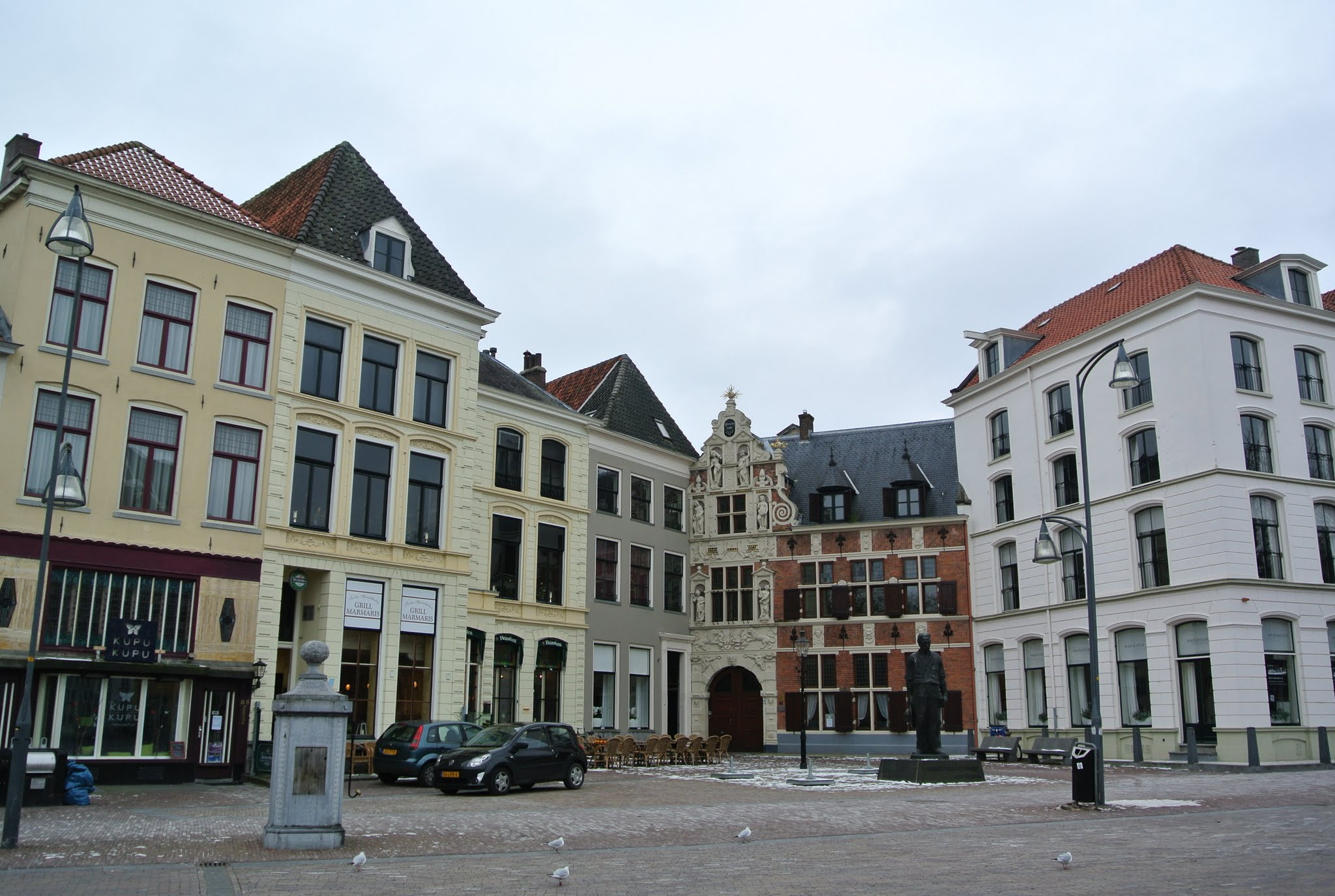
Penninckshoek met het Penninckshuis
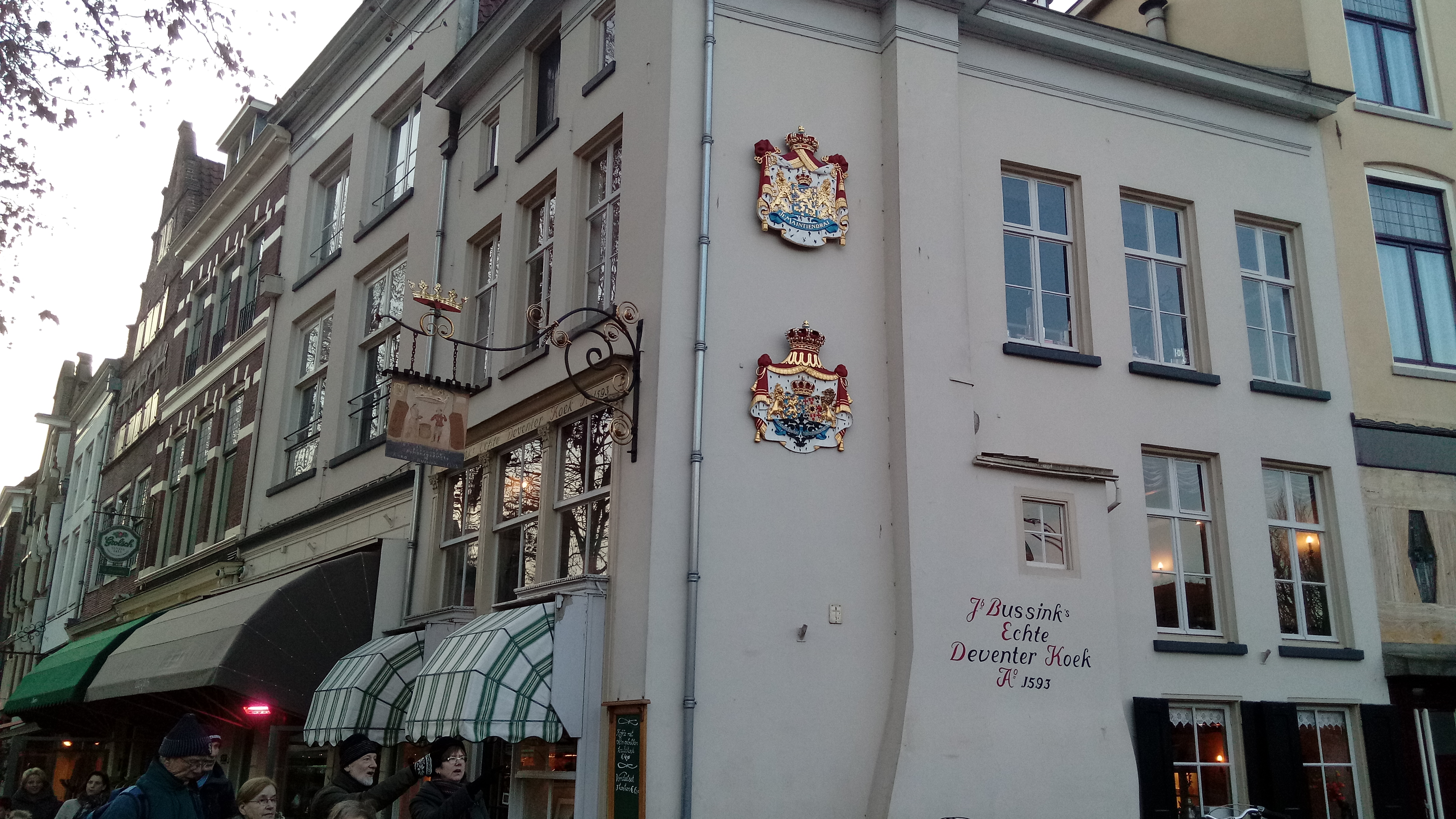
Het Deventer Koek-huisje van Jb Bussink
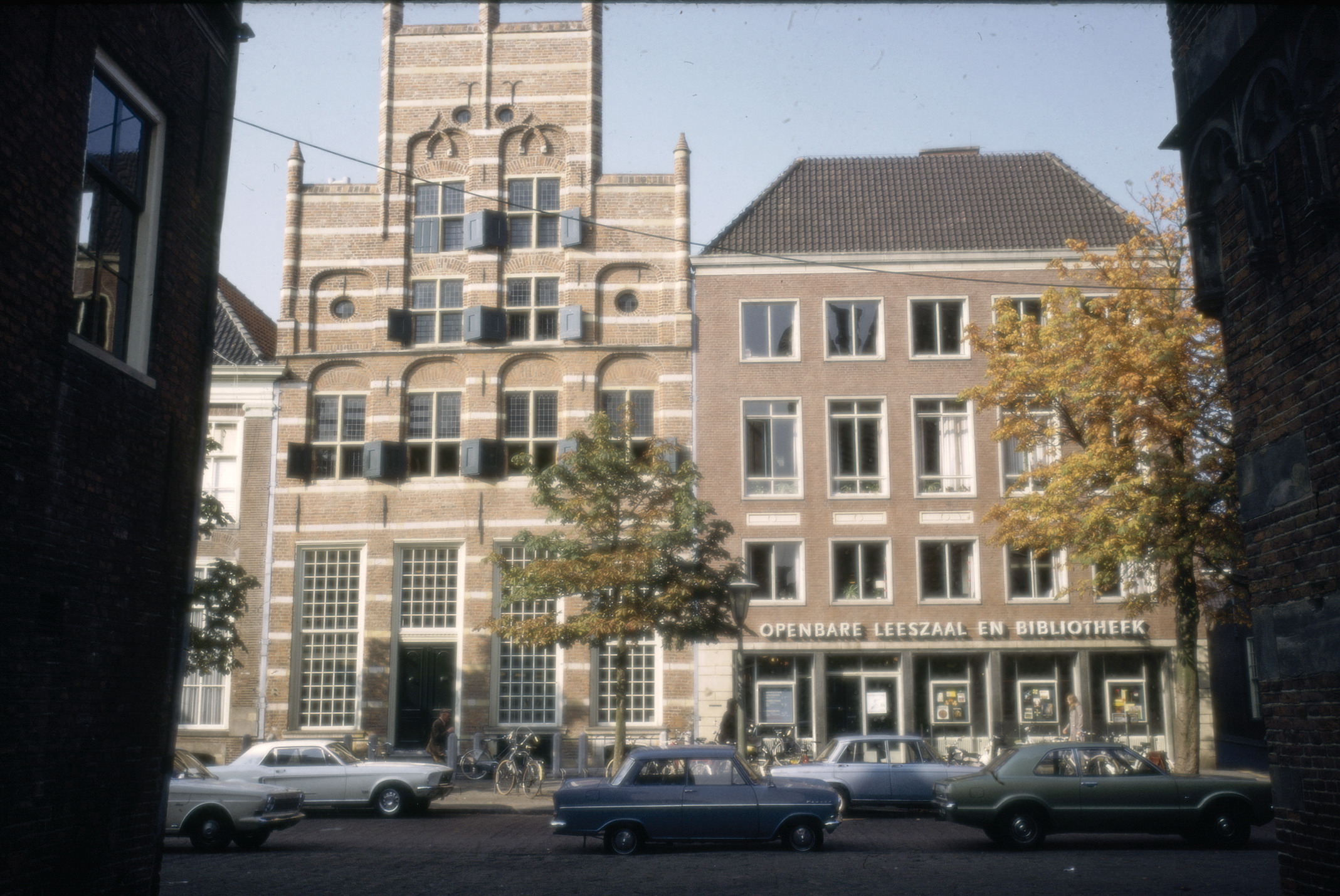
Gereconstrueerde gevel van het voormalige Heilige Geest Gasthuis (links)

### Beelden
In de noord-oosthoek van het zuidelijke gedeelte van het plein staat de Wilhelminafontein met het beeld van de Deventer stedemaagd. Deze fontein was oorspronkelijk gepland ter herinnering aan de aanleg van de waterleiding, maar werd uiteindelijk onthuld ter gelegenheid van de inhuldiging van koningin Wilhelmina. 
Voor de Penninckshoek staat een bronzen beeld uit 1975 van Nobelprijswinnaar Albert Schweitzer, gemaakt door Pieter de Monchy. In het Penninckshuis was jaren het Albert Schweitzer-centrum gevestigd. Het beeld werd in 1979 onthuld door koningin Juliana. 
Voor het kantongerechtsgebouw zijn in de bestrating de locaties van de paalgaten van het schavot zichtbaar. Deze fundering is als rijksmonument opgenomen. Iets centraler op het plein bevindt zich het kunstwerk Reflections van Matjaž Štuk, bestaand uit een labyrinth en een kleine verhoging met een trappetje, dat verwijst naar de rechtspraak.
In dezelfde hoek bevindt zich het beeld Het Landbouwertje, een replica van een beeld van de hand van Peter Roovers. Het oorspronkelijke keramische beeld uit 1969 werd gemaakt ter ere van het Deventer Landbouw Corps (later D.L.V. Nji Sri) en stelt een student aan de Tropische Landbouwschool voor. Dit beeld werd vernield en vervolgens weggehaald. Nadat bekend was geworden dat de vereniging uit Deventer zou vertrekken omdat de school onderdeel zou worden van Wageningen UR, liet de studentenvereniging in 2005 als aandenken een bronzen replica maken door oud-student Frans Erdtsieck.

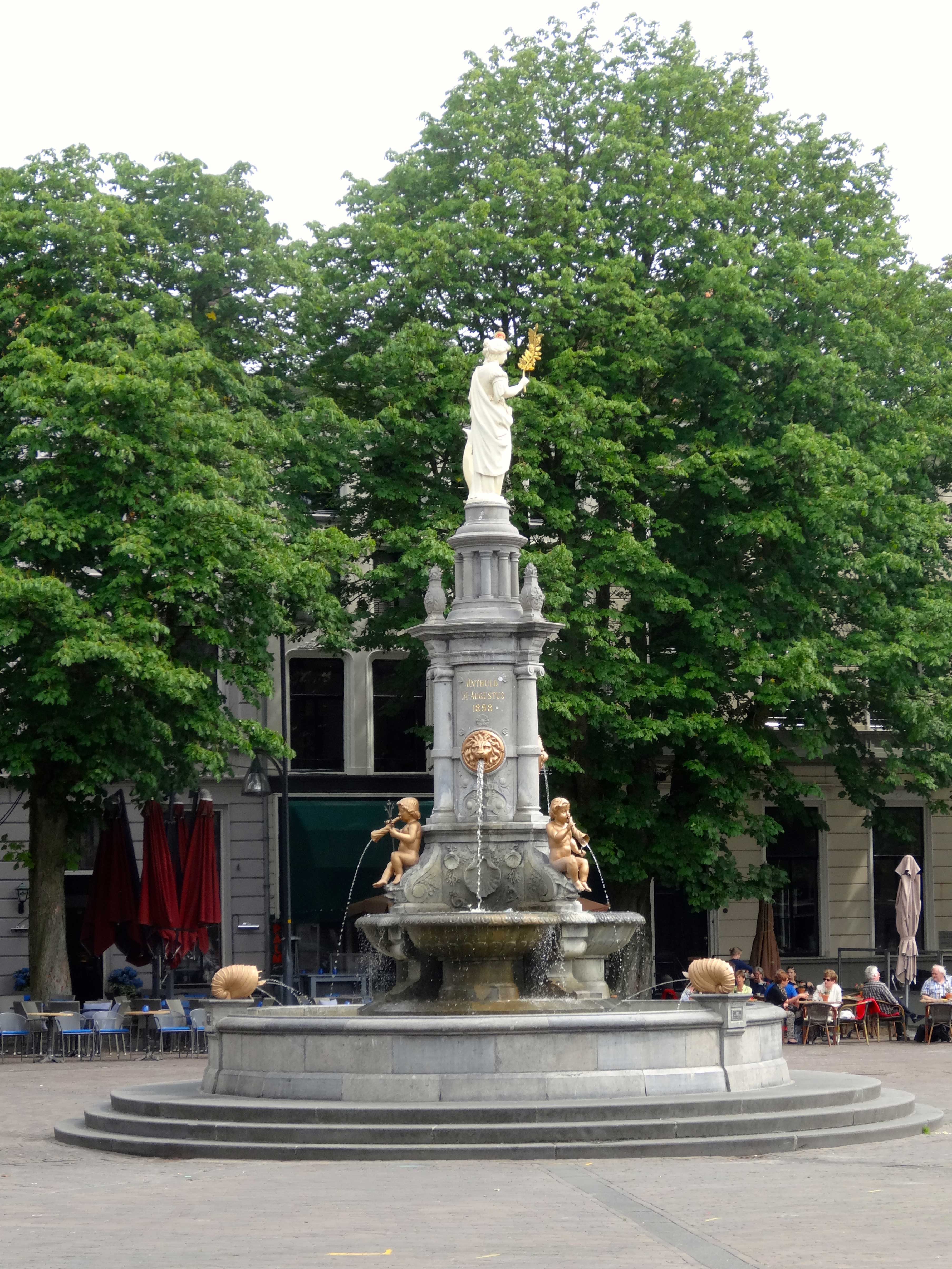
Wilhelminafontein
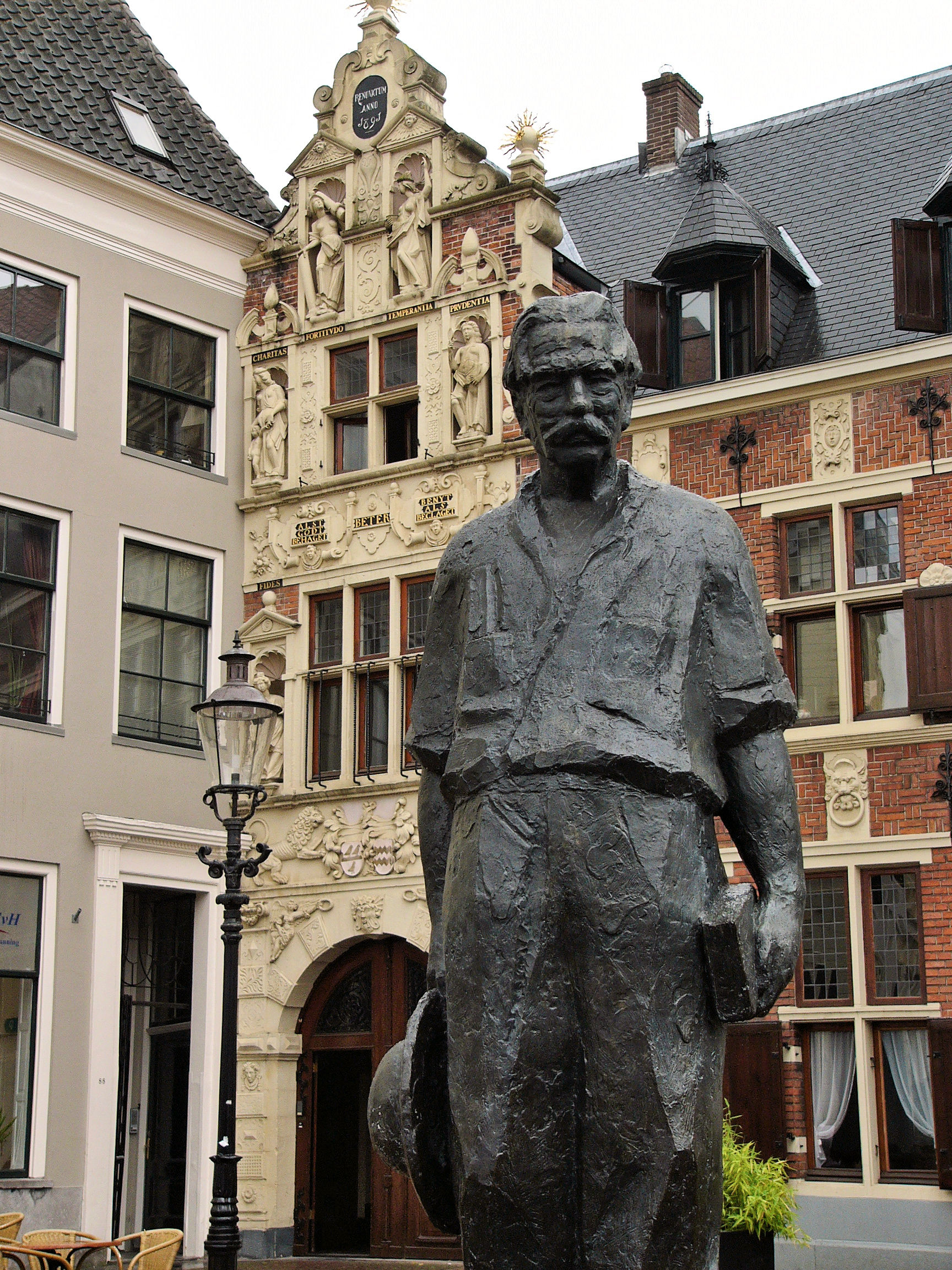
Standbeeld van Albert Schweitzer, met op de achtergrond het Penninckhuis
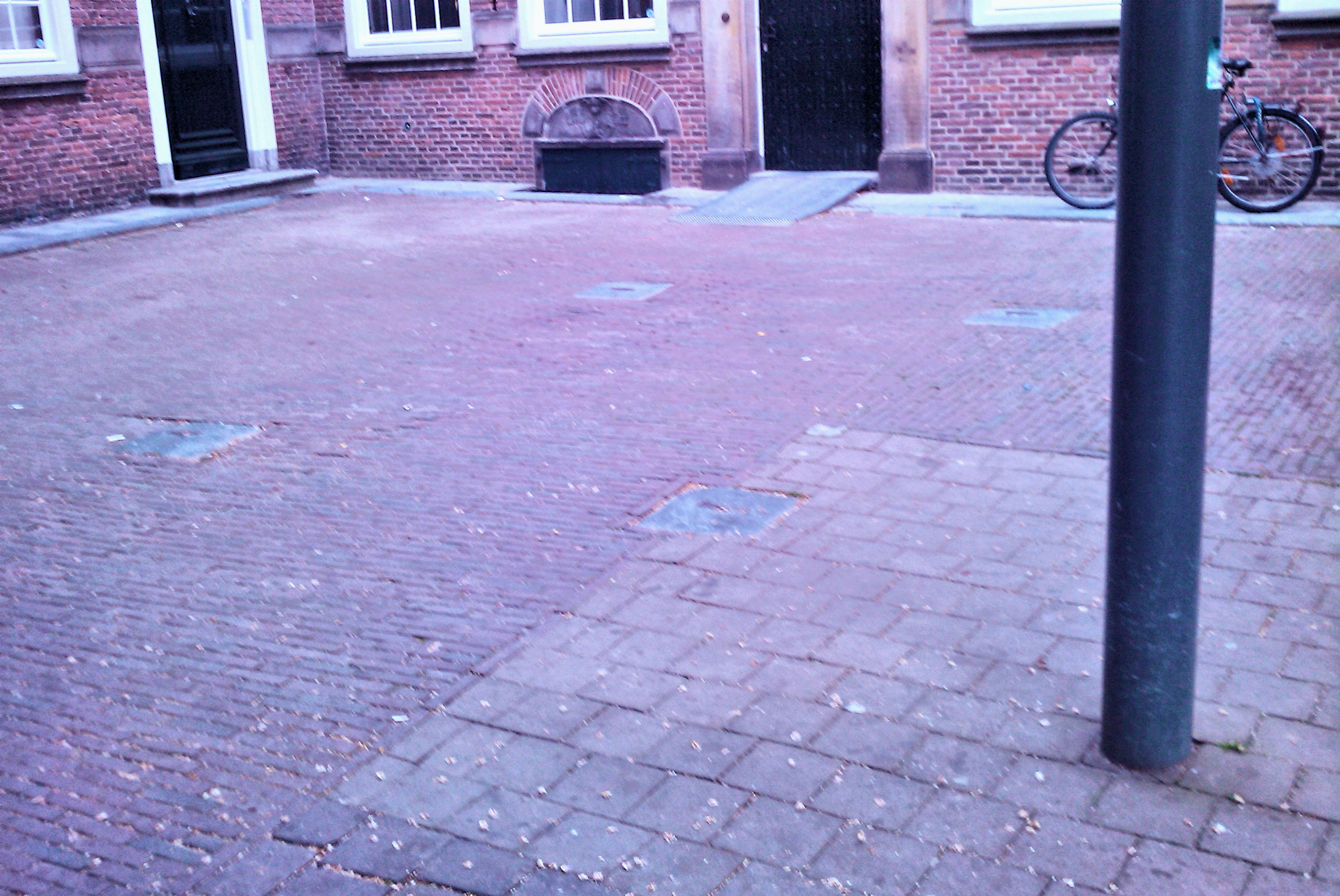
Fundering van het schavot
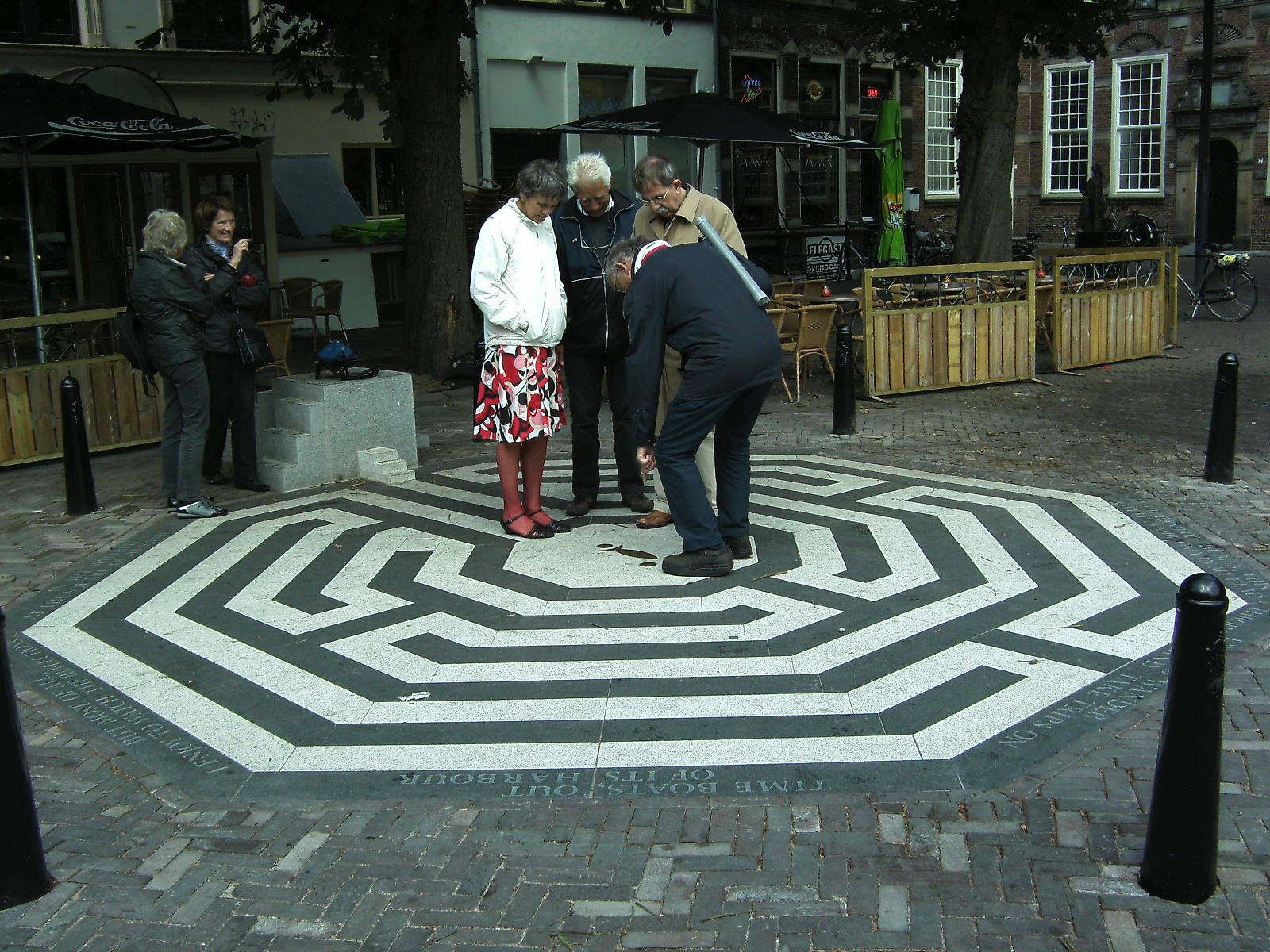
Reflections
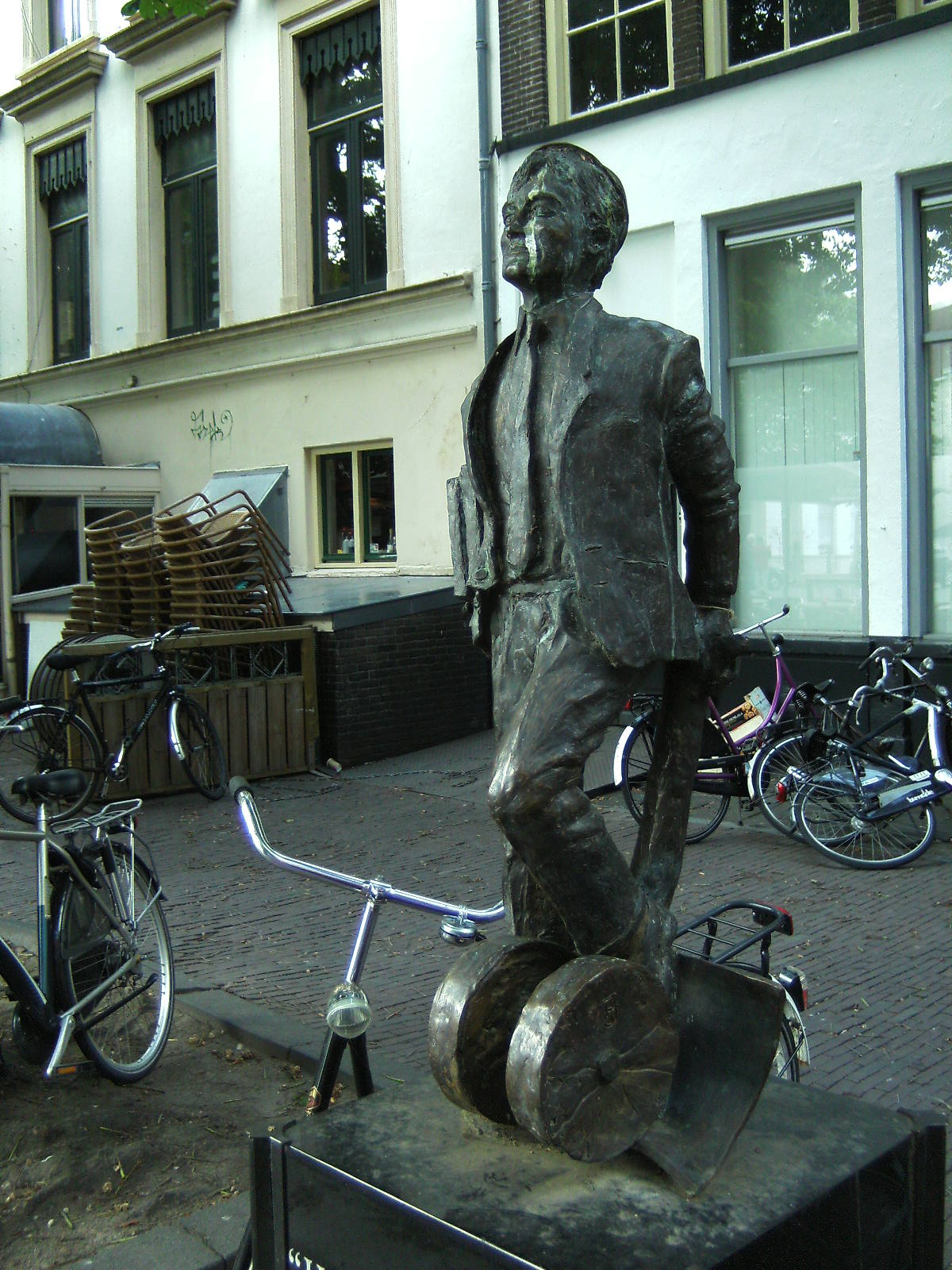
Het Landbouwertje

## Evenementen
De Brink is nog altijd in gebruik als handelsplaats van de stad. Jaarlijks vindt nog een Goedevrijdagmarkt plaats, en anno 2020 worden op vrijdagmorgen en op zaterdag weekmarkten gehouden. Wanneer de Brink bezet is door andere activiteiten zoals kermis, wijkt de weekmarkt meestal uit naar de Beestenmarkt.
Diverse feestelijkheden vinden plaats op de Brink, zoals bevrijdingsfeesten en huldigingen van Go Ahead Eagles. Ook vinden er met regelmaat andere evenementen plaats op het plein waaronder Deventer Op Stelten en de Deventer Boekenmarkt. In de zomerperiode is er tweemaal per week "Spelen op de Brink", een populaire kinderactiviteit. 

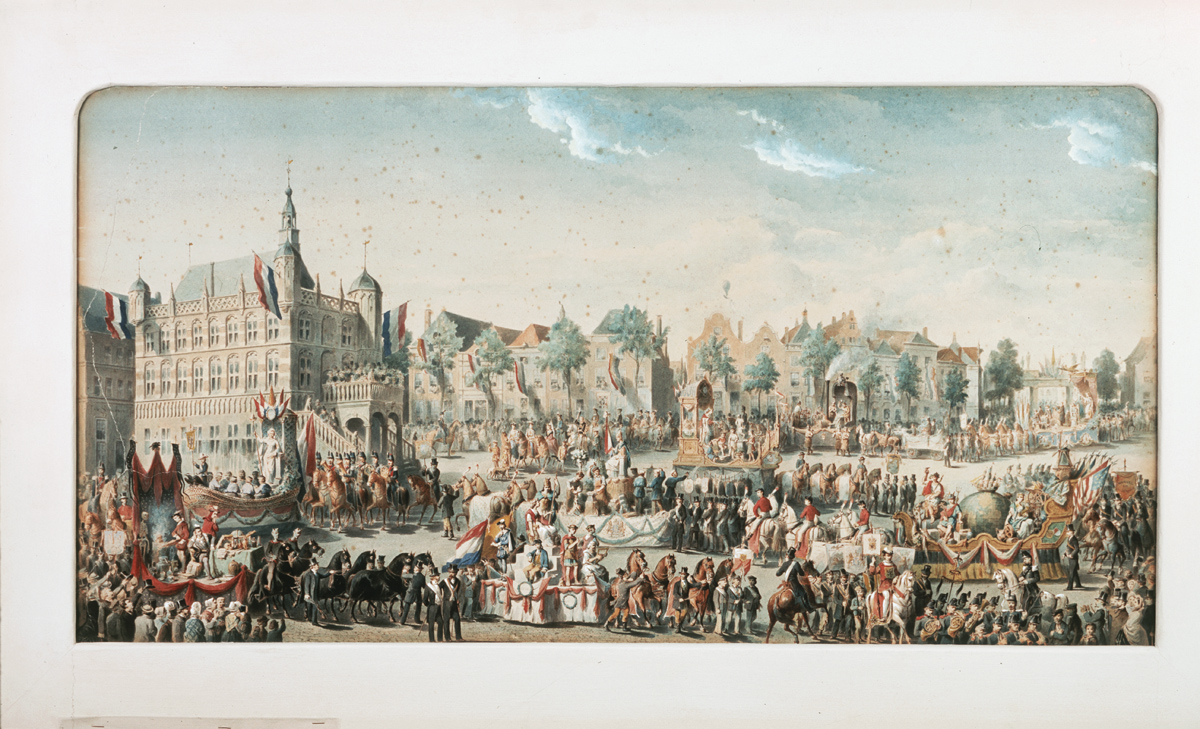
Feestelijke Optocht op de Brink (1864), 50 jaar na het Beleg van Deventer (1813-1814) (aquarel Jan Striening)
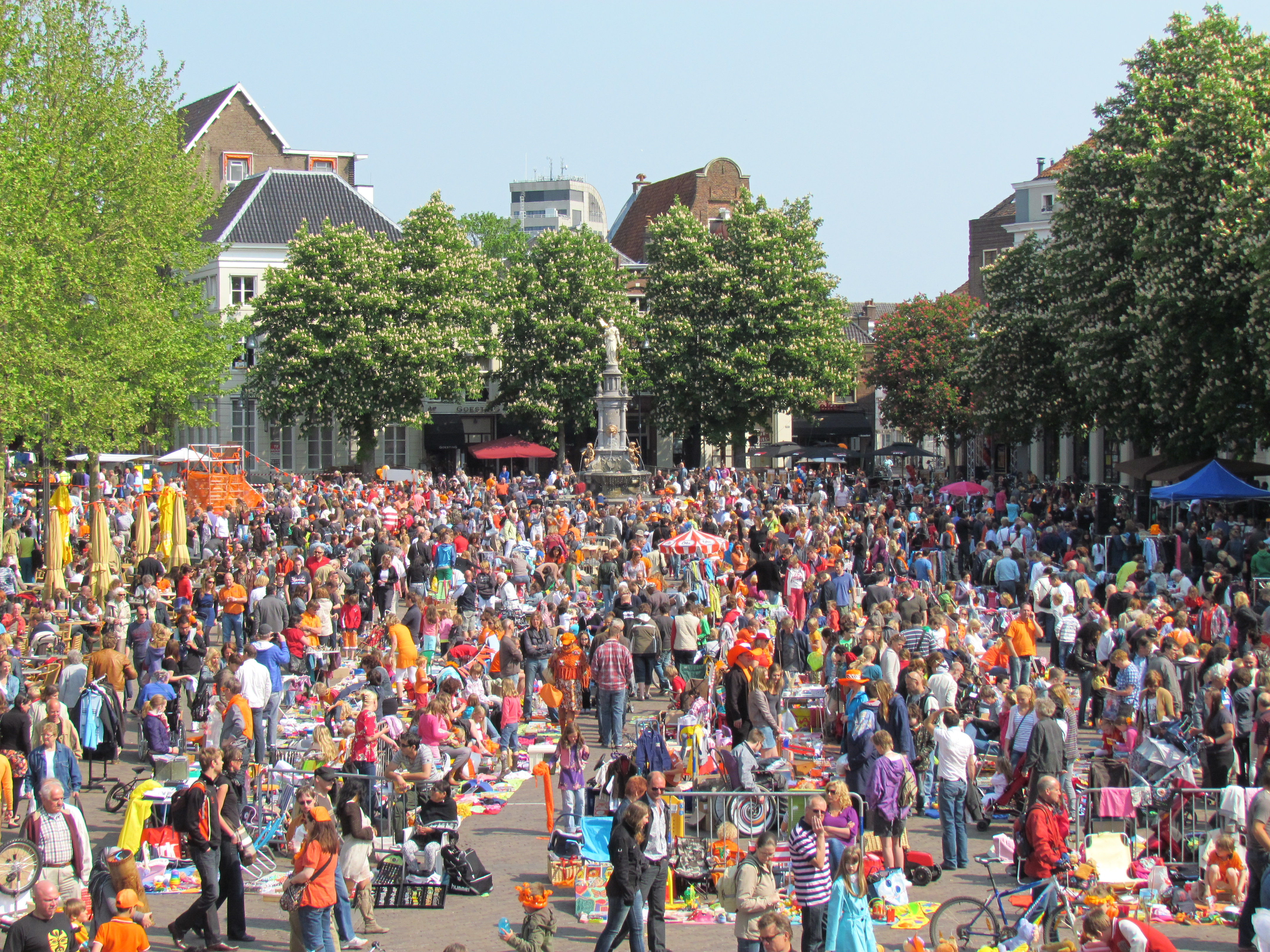
Vrijmarkt op Koninginnedag (2011)
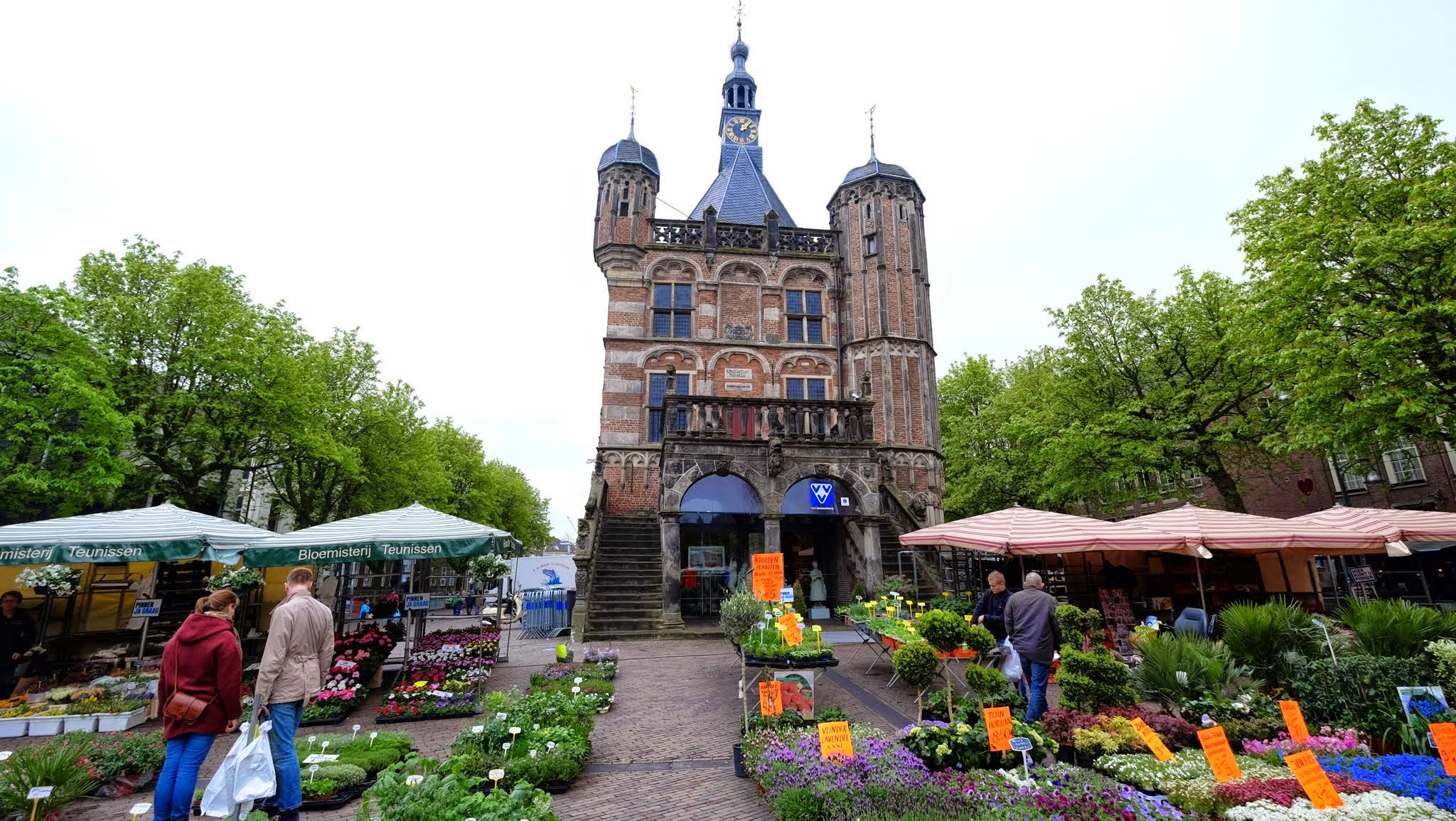
Waren- en versmarkt